# Thabeikkyin
Thabeikkyin är en kommun i Myanmar.   Den ligger i regionen Mandalayregionen, i den centrala delen av landet, 400 km norr om huvudstaden Naypyidaw. Antalet invånare är 119 856.